# キリンガーデンコミュニティ
キリンガーデンコミュニティは、かつて兵庫県尼崎市にあったレジャー施設である。

## 概要
- 約8ヘクタールのキリンビール尼崎工場跡地にメリーゴーラウンドなどのミニ遊園地、スポーツ競技場などがあり1998年4月25日にオープンした。
- しかし、早くも2001年5月27日にはミニ遊園地とイベント広場が閉鎖され、徐々に施設の規模を縮小。また、2002年1月には市が国土交通省から住宅や商業施設の建設を中心とした区画整理事業の認可を受けたことにより同年12月29日に施設は完全に閉鎖された。